# Maierato
Maierato (Maiaràtu in calabrese) è un comune italiano di 2 124 abitanti della provincia di Vibo Valentia in Calabria.

## Storia

### Simboli
Lo stemma e il gonfalone sono stati concessi con decreto del presidente della Repubblica del 19 novembre 1999.
Il gonfalone è un drappo rettangolare di bianco.

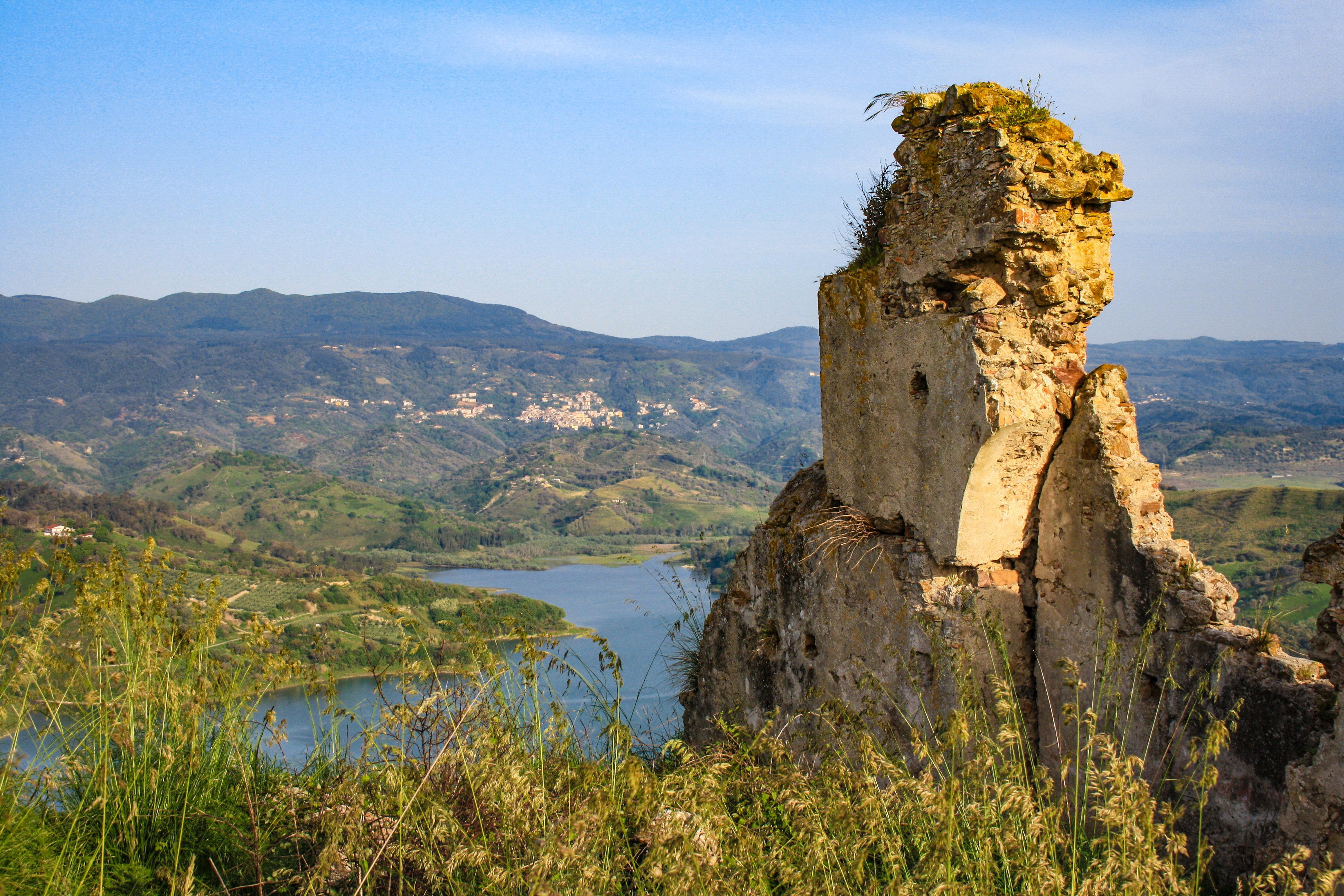
I resti della Rocca Angitola

## Monumenti e luoghi d'interesse

### Architetture religiose

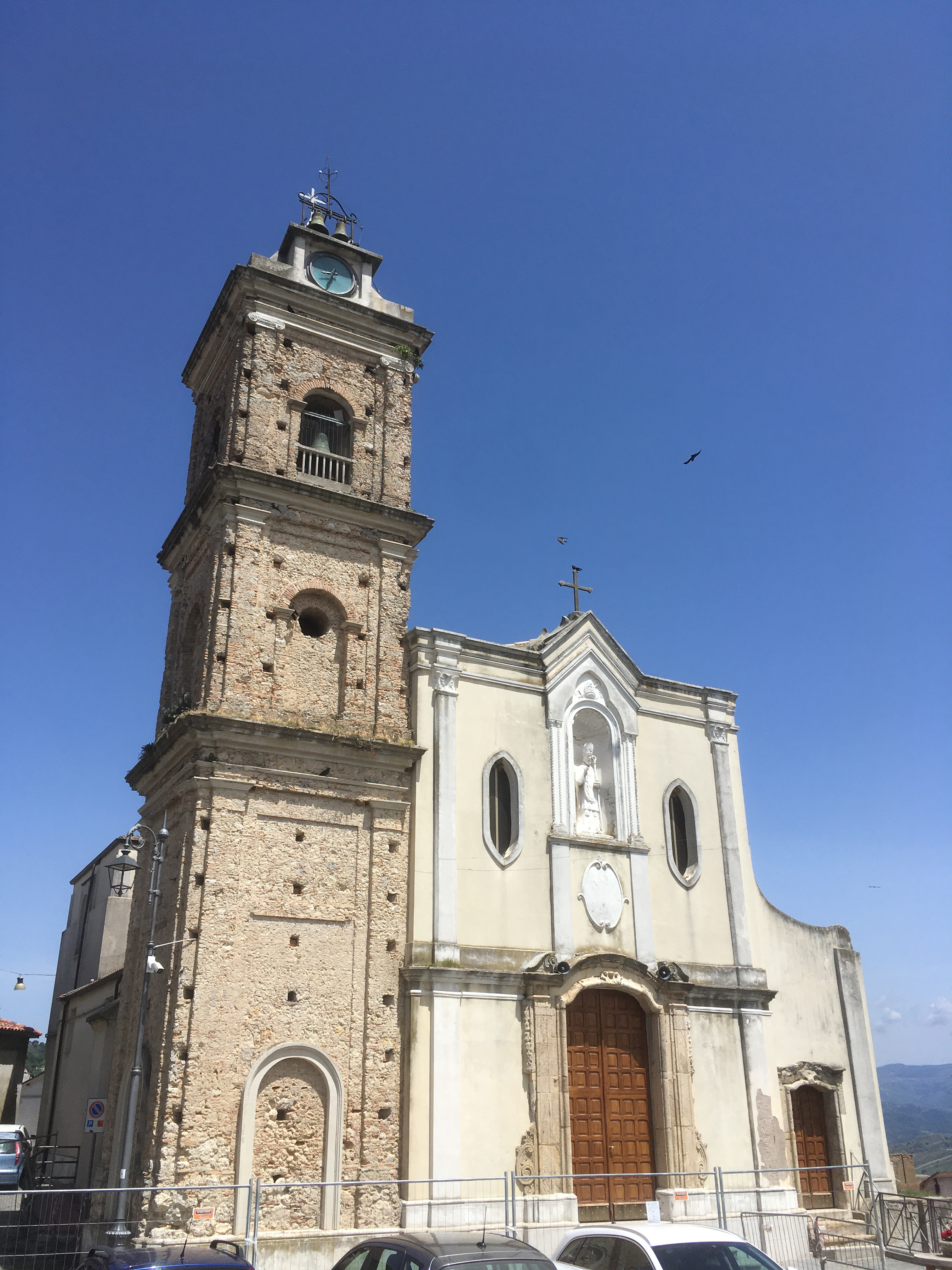
Chiesa matrice

- Chiesa matrice (XVIII secolo), intitolata a san Michele e san Nicola[4]
- Chiesa del Monastero (XVIII secolo), dedicata alla Madonna della Provvidenza, ciò che rimane di un convento domenicano.[4]
- Chiesa di Santa Maria della Pietà (XVI secolo)[4]
- Ruderi della chiesa di Santa Maria degli Angeli[4]

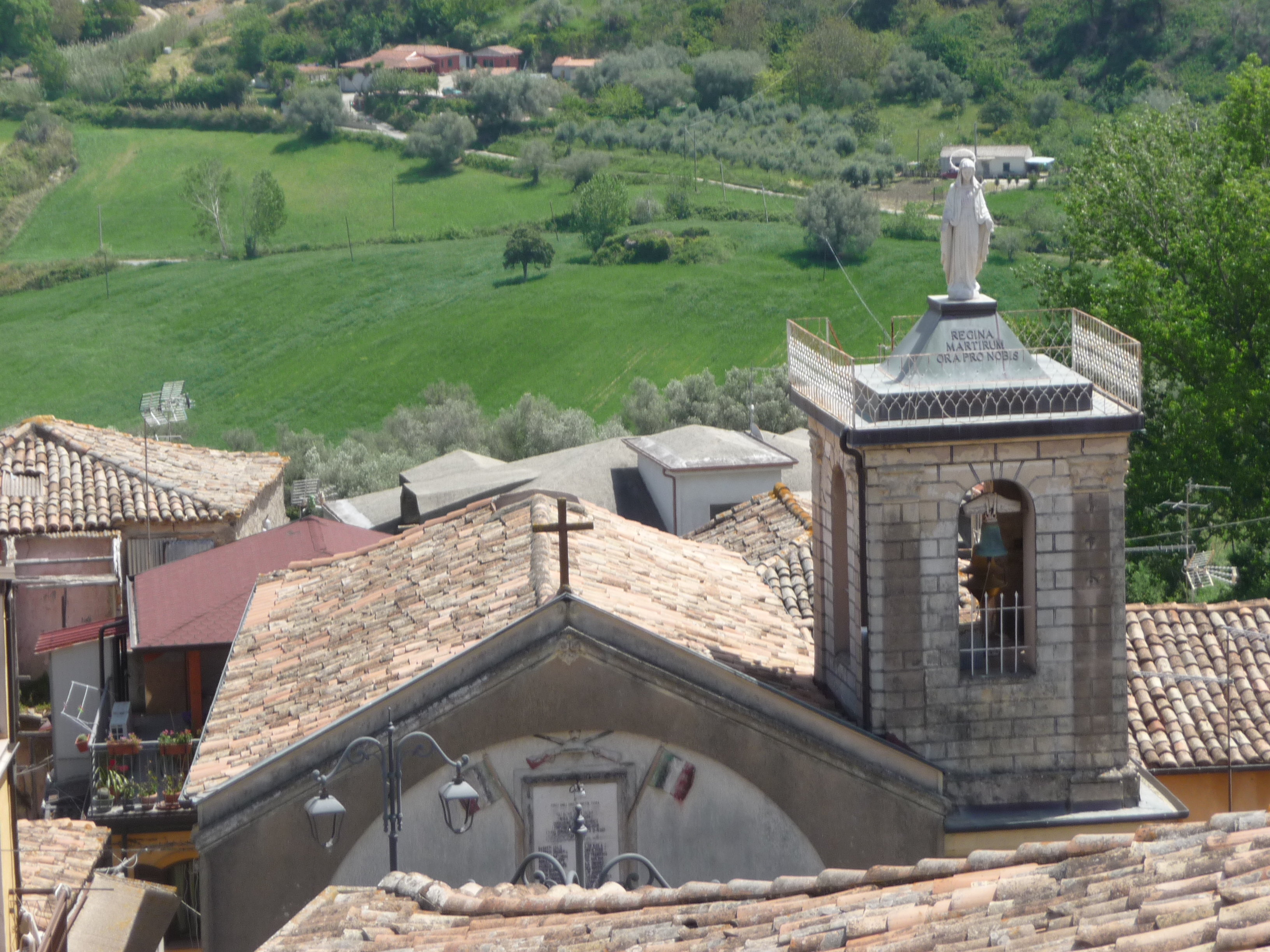
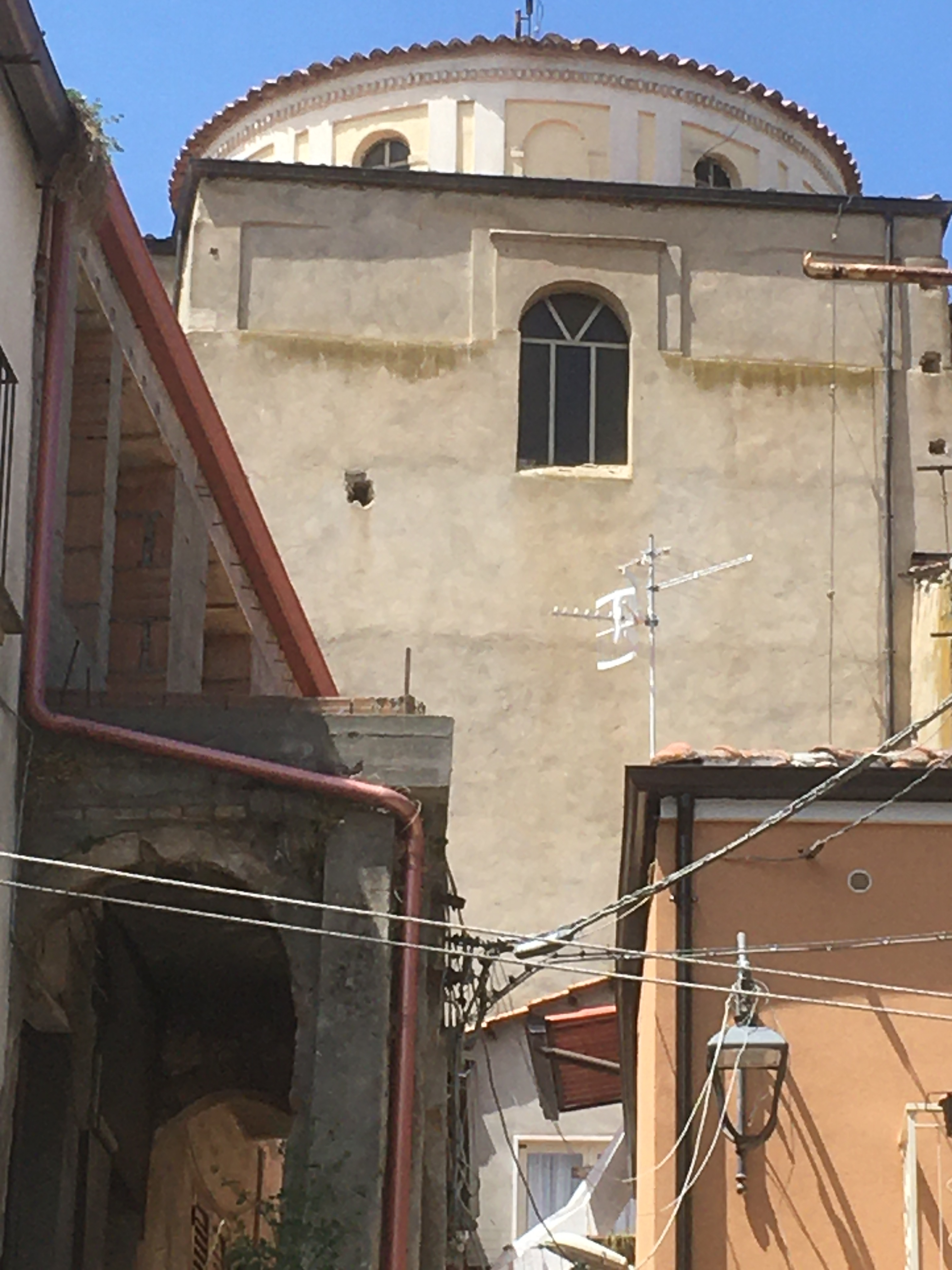
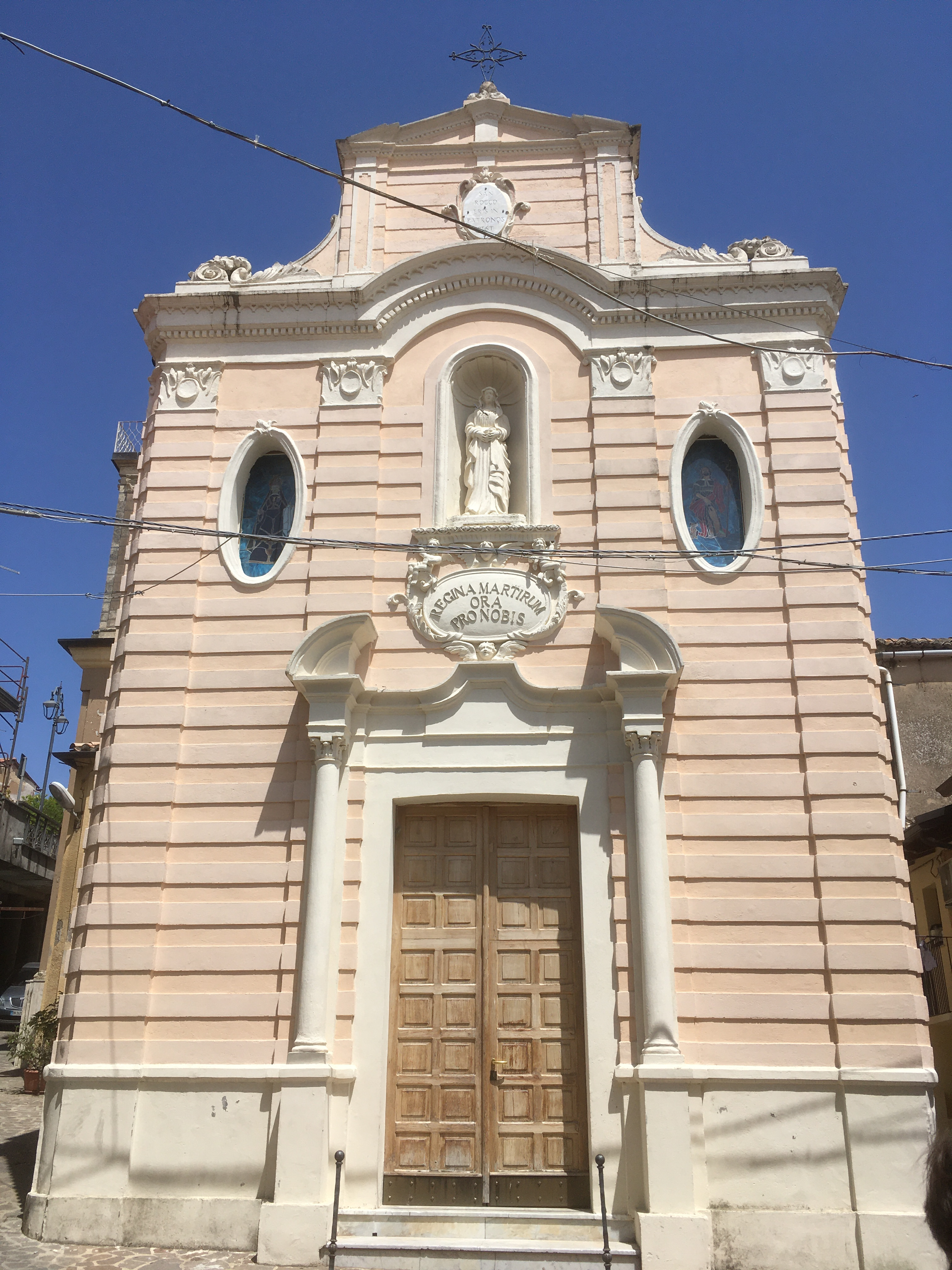
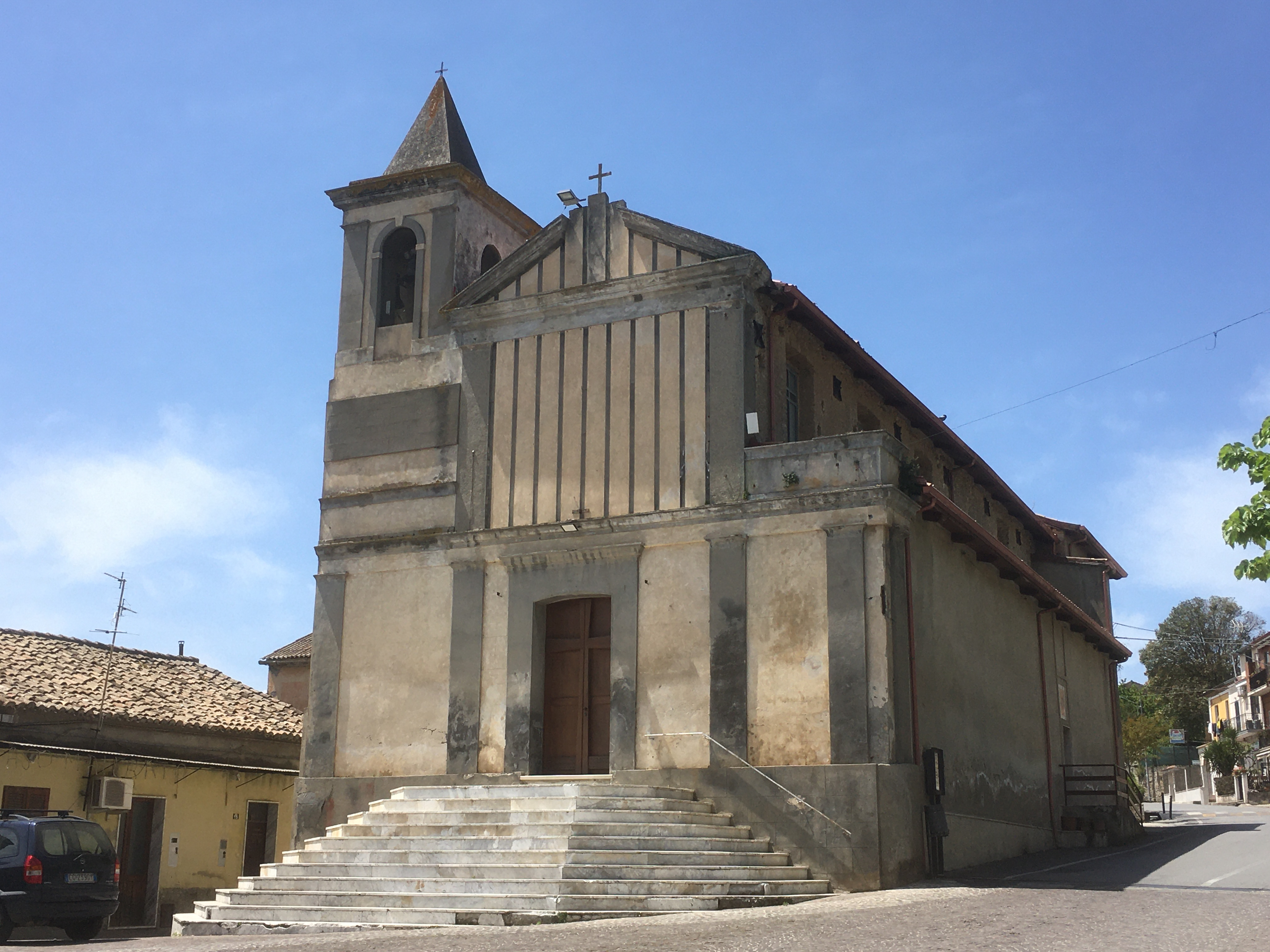

### Architetture civili
- Palazzo Municipale; ospita il Museo della civiltà contadina[4]
- Fontana vecchia[4]
- Fontana "Scrisi"[4]
- Ruderi dell'antica Roccangitola (o Rocca Angitola), con il castello[4]

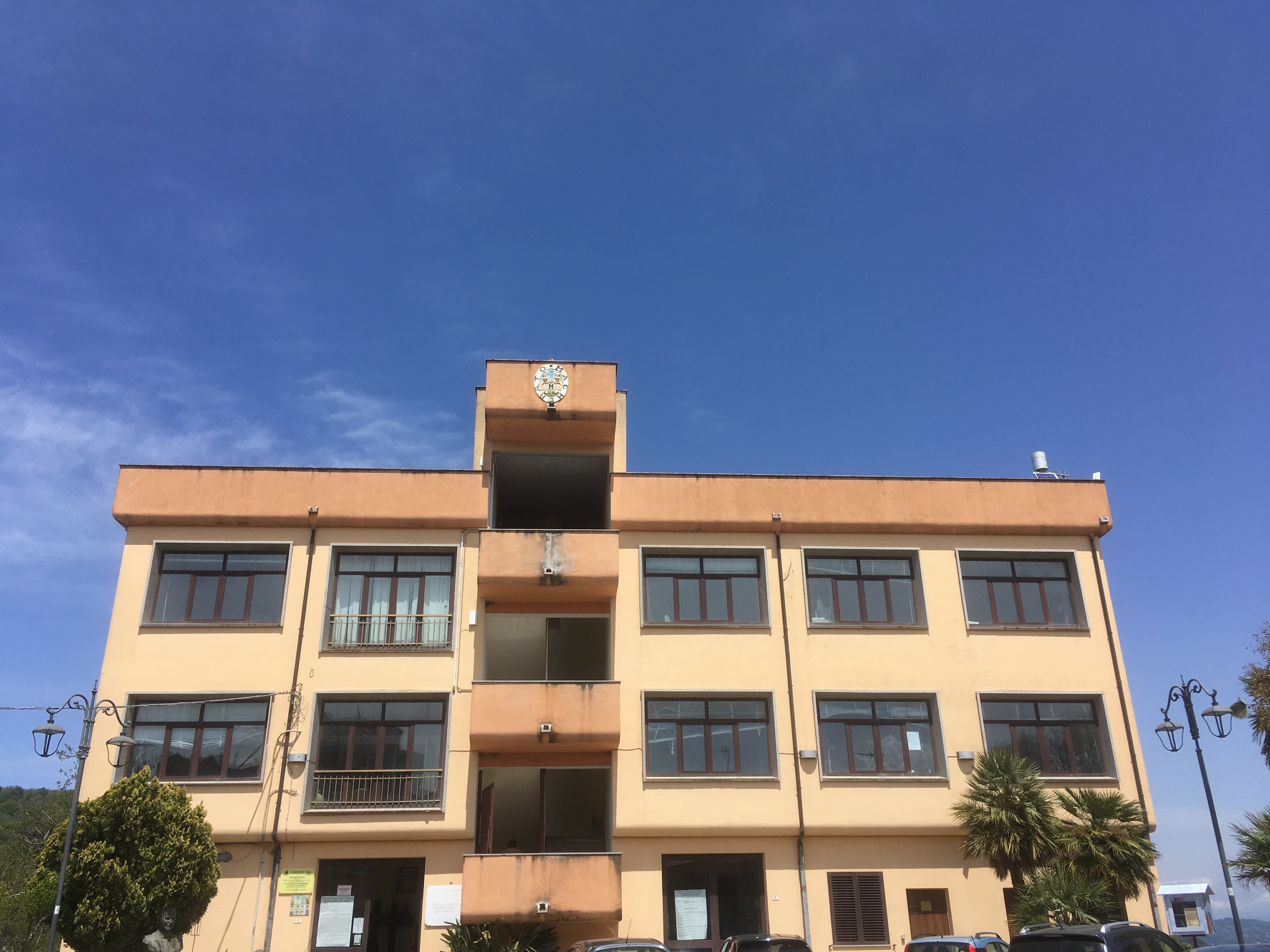
Sede municipale
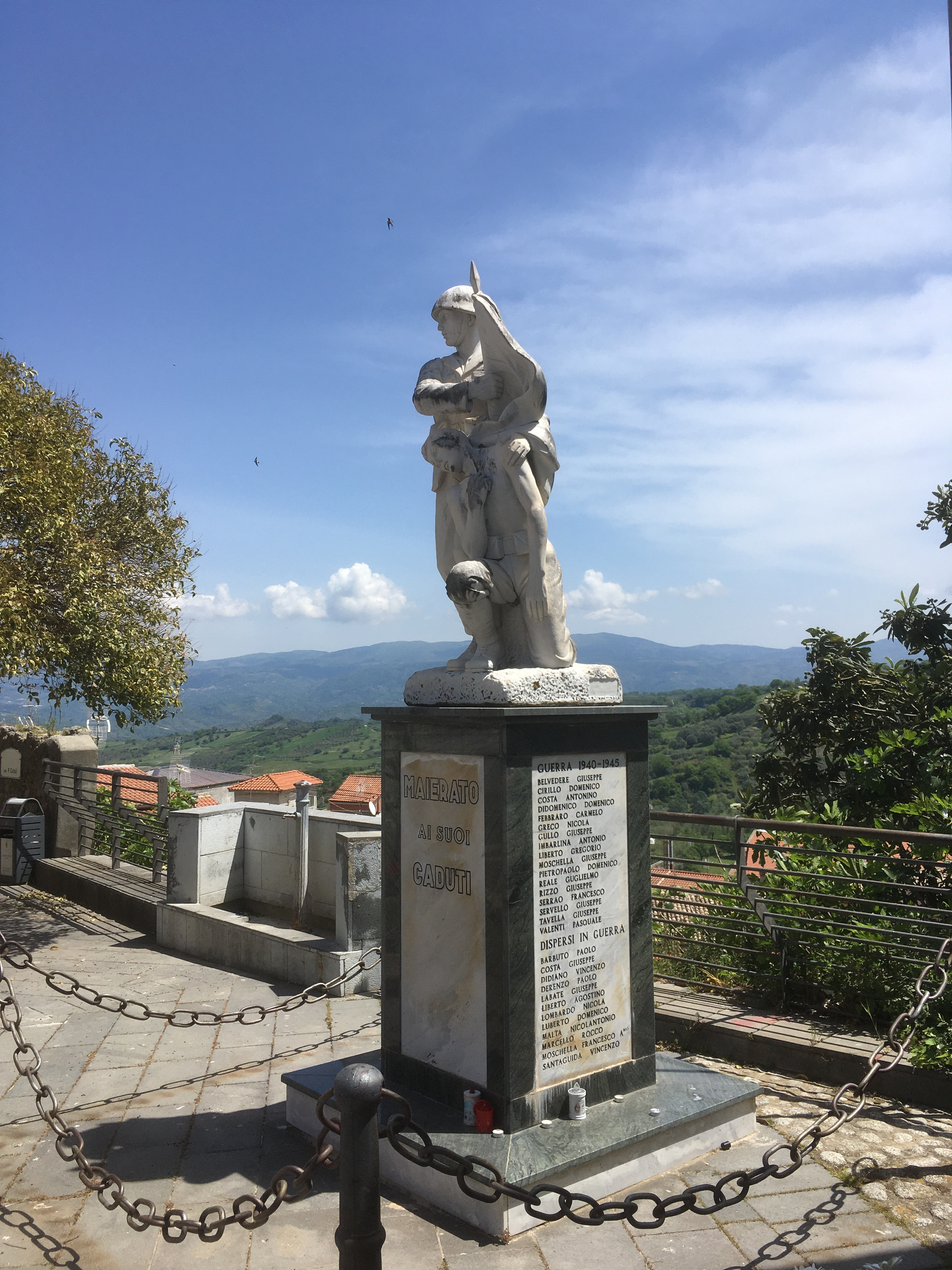
Monumento ai caduti

### Luoghi di interesse naturalistico
- Lago artificiale Angitola, oasi del WWF.[4]

## Infrastrutture e trasporti
Il comune è attraversato dalle strade provinciali 3, 4, 5 e 55.

## Amministrazione
| Periodo           | Periodo           | Primo cittadino        | Partito                            | Carica                    | Note |
| ----------------- | ----------------- | ---------------------- | ---------------------------------- | ------------------------- | ---- |
| 23 aprile 1995    | 13 giugno 1999    | Gregorio Tolomeo       | lista civica di centro             | sindaco                   |      |
| 13 giugno 1999    | 26 ottobre 2000   | Gregorio Tolomeo       | lista civica                       | sindaco                   |      |
| 26 ottobre 2000   | 13 maggio 2001    |                        |                                    | commissario straordinario |      |
| 13 maggio 2001    | 29 maggio 2006    | Alfredo Silvaggio      | lista civica                       | sindaco                   |      |
| 29 maggio 2006    | 16 maggio 2011    | Sergio Francesco Rizzo | lista civica                       | sindaco                   |      |
| 16 maggio 2011    | 5 giugno 2016     | Sergio Francesco Rizzo | lista civica Maierato democratica  | sindaco                   |      |
| 5 giugno 2016     | 30 luglio 2019    | Danilo Silvaggio       | lista civica Maierato in movimento | sindaco                   |      |
| 30 luglio 2019    | 21 settembre 2020 |                        |                                    | commissario straordinario |      |
| 21 settembre 2020 | in carica         | Giuseppe Rizzello      | lista civica Maierato democratica  | sindaco                   |      |